# Шеренц, Азат Арменакович
Азат Арменакович Шеренц (арм. Ազատ Արմենակի Շերենց; 5 апреля 1913, Тифлис, Российская империя — 25 декабря 1993, Ереван, Армения) — армянский актёр театра и кино, был одним из основателей армянской кинематографической комедии.

## Биография
В 1931 году начал свою актерскую деятельность в драматическом театре им. Сундукяна в Ереване. В 1934—1937 годах учился в Армянской театральной студии в Москве. В 1937—1968 годах Шеренц играл на сцене драматического театра Ленинакана. С 1968 года начал работать на киностудии Арменфильм, где сыграл главные роли во многих фильмах.
Похоронен на Нубаршенском (Советашенском) кладбище.

## Фильмография
1. 1970 — Как стать человеком — Боба
2. 1970 — Мы и наши горы — Авак
3. 1971 — Хатабала
4. 1972 — Айрик — дед
5. 1972 — Мужчины — Вазген
6. 1973 — Терпкий виноград
7. 1974 — Хаос — папаша
8. 1974 — Ксения, любимая жена Фёдора — Сурен
9. 1975 — Здесь, на этом перекрестке — Мукуч
10. 1976 — Моё сердце в горах (телефильм) — Джон Байрон
11. 1977 — Осеннее солнце — Андраник
12. 1978 — Аревик — гость
13. 1978 — Звёздное лето — повар
14. 1979 — Август (телефильм)
15. 1979 — Легенда о скоморохе
16. 1979 — Мир в зеркальце — пассажир такси
17. 1980 — Пощёчина — святой отец
18. 1981 — Автомобиль на крыше — Карабала
19. 1982 — Сеанс одновременной игры — Соскиев, хозяин «Волги»
20. 1983 — Кочари
21. 1984 — Капля мёда
22. 1984 — Мама Ануш — Миртакар-ата
23. 1985 — Яблоневый сад
24. 1990 — Лицом к стене

## Награды
- Заслуженный артист Армянской ССР (22.09.1965).
- Народный артист Армянской ССР.